# 152-й гвардейский истребительный авиационный полк
152-й гвардейский истребительный авиационный Сандомирский орденов Богдана Хмельницкого и Александра Невского полк (152-й гв. иап) — воинская часть Военно-Воздушных сил (ВВС) Вооружённых Сил РККА, принимавшая участие в боевых действиях Великой Отечественной войны.

## Наименования полка
- 270-й истребительный авиационный полк;
- 152-й гвардейский истребительный авиационный полк;
- 152-й гвардейский истребительный авиационный Сандомирский полк;
- 152-й гвардейский истребительный авиационный Сандомирский ордена Богдана Хмельницкого полк;
- 152-й гвардейский истребительный авиационный Сандомирский орденов Богдана Хмельницкого и Александра Невского полк;
- Войсковая часть (Полевая почта) 35482.

## Создание полка
152-й гвардейский истребительный авиационный полк образован 5 февраля 1944 года путём преобразования из 270-го истребительного авиационного полка в гвардейский за образцовое выполнение боевых задач и проявленные при этом мужество и героизм на основании Приказа НКО СССР.

## Расформирование полка
152-й гвардейский истребительный авиационный Сандомирский орденов Богдана Хмельницкого и Александра Невского полк 20 марта 1947 года расформирован в составе 12-й гвардейской истребительной авиационной дивизии 2-й воздушной армии Центральной группы войск.

## В действующей армии
В составе действующей армии:
- с 5 февраля 1944 по 11 мая 1945 года

## Командиры полка
- майор Привезенцев Сергей Александрович[6], 09.12.1941 — 05.04.1942
- майор Гнедич Дмитрий Борисович[6], 16.07.1942 — 06.07.1943
- майор, подполковник Меркушев Василий Афанасьевич (попал в плен)[6], 06.07.1943 — 04.06.1944
- майор Луганский Сергей Данилович[6], 12.07.1944 — 26.02.1945
- майор Шевчук Василий Михайлович[6],08.03.1945 — 31.12.1945

## В составе соединений и объединений
| Период        | Фронт (округ)            | армия               | корпус                                       | дивизия                                             | примечание                       |
| ------------- | ------------------------ | ------------------- | -------------------------------------------- | --------------------------------------------------- | -------------------------------- |
| 20.10.1943 г. | 2-й Украинский фронт     | 5-я воздушная армия | 1-й штурмовой авиационный корпус             | 203-я истребительная авиационная дивизия            | Як-1                             |
| 05.02.1944 г. | 2-й Украинский фронт     | 5-я воздушная армия | 1-й гвардейский штурмовой авиационный корпус | 12-я гвардейская истребительная авиационная дивизия | Як-1, Як-7Б, Як-9                |
| 08.07.1944 г. | 1-й Украинский фронт     | 2-я воздушная армия | 1-й гвардейский штурмовой авиационный корпус | 12-я гвардейская истребительная авиационная дивизия | Як-1, Як-7Б, Як-9                |
| 11.05.1945 г. | 1-й Украинский фронт     | 2-я воздушная армия | 1-й гвардейский штурмовой авиационный корпус | 12-я гвардейская истребительная авиационная дивизия | Як-1, Як-7Б, Як-9                |
| 10.06.1945 г. | Центральная группа войск | 2-я воздушная армия | 1-й гвардейский штурмовой авиационный корпус | 12-я гвардейская истребительная авиационная дивизия | Як-1, Як-7Б, Як-9                |
| 24.08.1945 г. | Центральная группа войск | 2-я воздушная армия | 5-й истребительный авиационный корпус        | 12-я гвардейская истребительная авиационная дивизия | Як-1, Як-7Б, Як-9                |
| 20.03.1947 г. | Центральная группа войск | 2-я воздушная армия | 5-й истребительный авиационный корпус        | 12-я гвардейская истребительная авиационная дивизия | расформирован; Як-1, Як-7Б, Як-9 |

## Участие в сражениях и битвах
- Корсунь-Шевченковская операция — с 5 февраля 1944 года по 17 февраля 1944 года.
- Уманско-Ботошанская операция — с 5 марта 1944 года по 17 апреля 1944 года.
- Львовско-Сандомирская операция — с 13 июля 1944 года по 29 августа 1944 года.
- Карпатско-Дуклинская операция — с 8 сентября 1944 года по 28 октября 1944 года.
- Сандомирско-Силезская операция — с 12 января 1945 года по 3 февраля 1945 года.
- Нижне-Силезская наступательная операция — с 8 февраля 1945 года по 24 февраля 1945 года
- Верхне-Силезская наступательная операция — с 15 марта 1945 года по 31 марта 1945 года
- Берлинская наступательная операция — с 16 апреля 1945 года по 8 мая 1945 года
- Пражская операция — с 6 мая 1945 года по 11 мая 1945 года

## Почётные наименования
152-му гвардейскому истребительному авиационному полку 1 сентября 1944 года за отличие в боях при форсировании реки Висла и за овладение городом Сандомир приказом ВГК присвоено почётное наименование «Сандомирский».

## Награды
- 152-й гвардейский истребительный авиационный Сандомирский полк 19 февраля 1945 года за образцовое выполнение боевых заданий командования в боях с немецкими захватчиками за овладение городами Оппельн, Равич, Трахенберг и проявленные при этом доблесть и мужество Указом Президиума Верховного Совета СССР[8] награждён орденом Богдана Хмельницкого II степени.
- 152-й гвардейский истребительный авиационный Сандомирский ордена Богдана Хмельницкого полк 28 мая 1945 года за образцовое выполнение боевых заданий командования при овладении городом Виттенберг и проявленные при этом доблесть и мужество Указом Президиума Верховного Совета СССР[9] награждён орденом Александра Невского.

## Благодарности Верховного Главнокомандования
Верховным Главнокомандующим объявлены благодарности:
- За овладение городом Сандомир и за овладение сандомирским плацдармом[10]
- За овладение городами Ченстохова, Пшедбуж и Радомско[11]
- За овладение городом Гинденбург[12]
- За овладение в Домбровском угольном районе городами Катовице, Семяновиц, Крулевска Гута (Кенигсхютте), Миколув (Николаи) и в Силезии городом Беутен[13]
- За разгром окружённой группировки противника юго-западнее Оппельна и овладении в Силезии городами Нойштадт, Козель, Штейнау, Зюльц, Краппитц, Обер-Глогау, Фалькенберг[14]

## Отличившиеся воины полка
- Луганский Сергей Данилович, командир 152-го гвардейского истребительного авиационного полка 12-й гвардейской истребительной авиационной дивизии 1-го гвардейского штурмового авиационного корпуса Указом Верховного Совета СССР удостоен 1 июля 1944 года звания Дважды Герой Советского Союза. Золотая Звезда № 1981
- Дунаев Николай Пантелеевич, капитан, командир эскадрильи 270-го истребительного авиационного полка 203-й истребительной авиационной дивизии 1-го штурмового авиационного корпуса 5-й воздушной армии Указом Президиума Верховного Совета СССР 2 сентября 1943 года удостоен звания Герой Советского Союза. Золотая Звезда № 1252
- Корниенко Иван Михеевич, капитан, командир эскадрильи 270-го истребительного авиационного полка 203-й истребительной авиационной дивизии 1-го штурмового авиационного корпуса 5-й воздушной армии Указом Президиума Верховного Совета СССР 2 сентября 1943 года удостоен звания Герой Советского Союза. Золотая Звезда № 1253
- Кузьмичёв Иван Фёдорович, майор, заместитель по политической части командира 152-го гвардейского истребительного авиационного полка 12-й гвардейской истребительной авиационной дивизии 1-го гвардейского штурмового авиационного корпуса 2-й воздушной армии 27 июня 1945 года Указом Президиума Верховного Совета СССР удостоен звания Герой Советского Союза. Золотая Звезда № 7557
- Луганский Сергей Данилович, командир эскадрильи 270-го истребительного авиационного полка 203-й истребительной авиационной дивизии 1-го штурмового авиационного корпуса Указом Верховного Совета СССР удостоен 2 сентября 1943 года звания Герой Советского Союза. Золотая Звезда № 1493
- Матиенко Пётр Андреевич, майор, штурман 270-го истребительного авиационного полка 203-й истребительной авиационной дивизии 1-го штурмового авиационного корпуса 5-й воздушной армии Указом Президиума Верховного Совета СССР 4 февраля 1944 года удостоен звания Герой Советского Союза. Золотая Звезда № 1465
- Меншутин Евгений Петрович, лейтенант, командир звена 152-го гвардейского истребительного авиационного полка 12-й гвардейской истребительной авиационной дивизии 1-го гвардейского штурмового авиационного корпуса 2-й воздушной армии 27 июня 1945 года Указом Президиума Верховного Совета СССР удостоен звания Герой Советского Союза. Золотая Звезда № 7976
- Мерквиладзе Гарри Александрович, старший лейтенант, заместитель командира эскадрильи 152-го гвардейского истребительного авиационного полка 12-й гвардейской истребительной авиационной дивизии 1-го гвардейского штурмового авиационного корпуса 2-й воздушной армии 27 июня 1945 года Указом Президиума Верховного Совета СССР удостоен звания Герой Советского Союза. Золотая Звезда № 7919
- Меркушев Василий Афанасьевич, майор, командир 270-го истребительного авиационного полка 203-й истребительной авиационной дивизии 1-го штурмового авиационного корпуса 5-й воздушной армии Указом Президиума Верховного Совета СССР 2 сентября 1943 года удостоен звания Герой Советского Союза. Золотая Звезда № 1491. Лишён звания Героя Советского союза 9 мая 1950 года. Восстановлен в звании героя Советского Союза 4 января 1955 года
- Шевчук Василий Михайлович, майор, заместитель командира 152-го гвардейского истребительного авиационного полка 12-й гвардейской истребительной авиационной дивизии 1-го гвардейского штурмового авиационного корпуса 2-й воздушной армии 27 июня 1945 года Указом Президиума Верховного Совета СССР удостоен звания Герой Советского Союза. Золотая Звезда № 8638
- Шутт Николай Константинович, старший лейтенант, помощник командира по воздушно-стрелковой службе 270-го истребительного авиационного полка 203-й истребительной авиационной дивизии 1-го штурмового авиационного корпуса 5-й воздушной армии Указом Президиума Верховного Совета СССР 4 февраля 1944 года удостоен звания Герой Советского Союза. Золотая Звезда № 1468

## Статистика боевых действий
Всего за годы Великой Отечественной войны полком:
| Выполнено боевых вылетов | Сбито самолётов в воздухе | Уничтожено самолётов всего |
| ------------------------ | ------------------------- | -------------------------- |
| 9736                     | 319                       | 319                        |

Свои потери:
| Потеряно самолётов, всего | Погибло лётчиков всего | Погибло лётчиков в воздушных боях | Не вернулись с боевого задания | Погибло при налётах и прочие небоевые потери | Погибло в авиакатастрофах и умерло от ран |
| ------------------------- | ---------------------- | --------------------------------- | ------------------------------ | -------------------------------------------- | ----------------------------------------- |
| 108                       | 44                     | 15                                | 17                             | 0                                            | 12                                        |

## Базирование полка
| Период            | Место базирования      |
| ----------------- | ---------------------- |
| 05.1945 — 07.1945 | Прага, Чехословакия    |
| 07.1945 — 06.1946 | Тапольца, Венгрия      |
| 06.1946 — 03.1947 | Секешфехервар, Венгрия |

## Самолёты на вооружении
| Период      | Самолёты |
| ----------- | -------- |
| 1941 — 1942 | И-153    |
| 1941 — 1942 | ЛаГГ-3   |
| 1943 — 1947 | Як-1     |
| 1944 — 1947 | Як-7Б    |
| 1944 — 1947 | Як-9     |

## Книги по истории полка
- Шевчук Василий Михайлович. Командир атакует первым :  [рус.] / Литературная редакция В. Д. Беляева. — М : Воениздат, 1980. — 256 с., 6 л. ил. с. — (Военные мемуары). — 65 000 экз.